# Jan Ksifilin
Jan Ksifilin (gr. Ἰωάννης Ξιφιλῖνος) – bizantyński historyk z XI wieku.
Był zakonnikiem i wnukiem patriarchy Jana VIII Ksifilinosa. Pochodził z Trapezuntu. Żył w Konstantynopolu w drugiej połowie XI wieku. Opracował na życzenie cesarza Michał VII Dukasa Wyciąg (gr. Επιτομή, łac. Ekscerpta) z ksiąg 46-80 Historii rzymskiej Kasjusza Diona. Wyciąg ten zastępuje zaginione księgi 61-80 (do 235 roku) i stanowi uzupełnienie dla pozostałych.